# 藩庁
藩庁（はんちょう）とは、江戸時代の幕藩体制から明治初期の府藩県制にかけての、藩の役所を表す用語。語としては県の「県庁」等にあたる。
江戸時代の藩政の拠点のことを、明治時代以降に当てた用語である。類義語に藩府（はんぷ）があるが、この語は、江戸時代に藩が江戸に置いた役所をさすことがある。また、明治時代の府藩県三治制下で地方行政の区画として設置された、藩の知藩事が政務を行う役所のこと。
江戸時代の藩の藩庁は、大名の居城や居所のことで、城や屋敷に設置して大名が支配する領内の行政業務を執り行う。城持大名以上の藩は城に、城主格以下の城主格と無城大名の藩は城を構えることが許されなかったことから、領内に屋敷を置いて藩庁とした。こうした無城大名の屋敷のことを俗に陣屋というが、江戸時代では居所や在所と称した。なかには、藩庁を設けない藩もあった。藩庁を中心に栄えた町を陣屋町といい、城の場合は城下町と呼ばれた。